# Axonolaimus deconincki
Axonolaimus deconincki is een rondwormensoort uit de familie van de Axonolaimidae. De wetenschappelijke naam van de soort is voor het eerst geldig gepubliceerd in 1989 door Vincx.